# Tricky ways
tricky ways oder Cuboro tricky ways ist ein abstraktes Spiel von Johannes Guischard für zwei bis vier Spieler, das 2013 bei dem Schweizer Kugelbahnhersteller Cuboro erschienen ist. Es baut auf dem von Matthias Etter als pädagogisches Spielzeug entwickelten Kugelbahn-Bausteinsystem auf. Das Spiel besteht aus mehreren Kugelbahnelementen, die von den Spielern jeweils zu einer funktionierenden Kugelbahn zusammengesetzt werden müssen. Die Elemente wurden aus Holz und später aus dem Holz-Polymer-Werkstoff „Fasal“ des gleichnamigen Unternehmens in Österreich hergestellt.

## Ausstattung und Thema
Das Spiel tricky ways besteht aus einem Satz von 8 dreidimensionalen Kugelbahnelementen, die jeweils mit einer Rinne auf der Oberfläche sowie einem Tunnel im unteren Bereich ausgestattet sind. Hinzu kommt ein etwas höheres Element (Startturm) mit einem Einwurf für die Kugeln sowie ebenfalls einem Tunnel im unteren Bereich. Zwei der Elemente weisen zudem eine Verbindung der oberflächlichen Rinne mit dem tieferen Tunnel auf. Alle Elemente haben eine quadratische Grundfläche von 5 × 5 Zentimeter und werden in einen Holzrahmen mit einem Startrasterblatt eingestellt. Der Rahmen besteht neben der Einstellfläche mit 12 Zielfeldern am Rand der Einstellfläche aus einer Punktezählleiste aus Bohrungen auf dem Rahmen. Als Zählsteine dienen vier farbige Holzstifte, die in die Bohrungen eingestellt werden. Zudem besteht das Spielmaterial aus vier Kästchen, insgesamt 12 Glasmurmeln, jeweils 2 blaue und eine rote für jeden Spieler.
Der Spielmechanismus von tricky ways besteht darin, durch das Umordnen der Elemente möglichst lange Wege zu bilden, um Kugeln von dem Startturm aus in ein leeres Zielfeld zu lenken. Je mehr Bahnelemente benützt werden, desto mehr Punkte werden gesammelt.

## Spielweise
Zur Spielvorbereitung werden die acht Kugelbahnelemente entsprechend der Vorgabe auf dem Startrasterblatt in den Holzrahmen gestellt, der Platz für den Startturm bleibt leer. Jeder Mitspieler wählt eine Spielerfarbe und bekommt den entsprechenden Zählstein, der auf das Startfeld der Zählleiste im Rahmen gesteckt wird. Zudem erhält jeder Spieler ein Kästchen mit jeweils zwei blauen und einer roten Glaskugel.
Das Spiel kann in zwei Spielversionen gespielt werden, wobei der Unterschied darin besteht, dass in der ersten Version nur die Oberflächenrinnen der Bausteine und in der zweiten Version zusätzlich die Tunnelbohrungen zum Bau der Kugelbahn genutzt werden.

### Version 1
Beginnend mit einem Startspieler führen die einzelnen Spieler nacheinander im Uhrzeigersinn ihren Spielzug durch. Der jeweils aktive Spieler versucht, durch drei Veränderungen der jeweils aktuellen Aufstellung der Bahnelemente einen möglichst langen Weg für die Kugel von der leeren Stelle, an die später der Startturm gestellt wird, zu einem der noch leeren Zielfelder zu bilden. Dabei stehen ihm drei Arten der Veränderung zur Verfügung:
- Schieben: Ein benachbartes Element darf ohne Drehen in das leere Feld geschoben werden.
- Drehen: Ein Würfel darf auf seiner aktuellen Spielfeldposition gedreht werden.
- Springen: Ein Würfel darf von einer beliebigen Position ins leere Feld springen und dabei auch gedreht werden.

Dabei darf der Spieler eine beliebige Mischung der Möglichkeiten wählen oder auch dreimal dieselbe Veränderung durchführen, aber es darf jedes Mal nur ein Würfel bewegt werden. Sobald die drei Veränderungen durchgeführt sind, wird der Startturm eingestellt und der Spieler wirft eine seiner blauen Kugeln in diesen ein, wodurch sie auf den Weg geschickt wird. Durch den Einsatz der roten Joker-Kugel darf der Spieler zusätzlich eine vierte Veränderung durchführen, dabei darf er den Joker jederzeit in seinem Spielzug ohne Ankündigung einsetzen.
Wenn die eingesetzte Kugel das Startfeld erreicht, bekommt der Spieler für jeden Baustein, dessen Rinne an der Bahn beteiligt ist, einen Punkt. Auf diese Weise kann er zwischen einem Punkt (wenn die Kugel direkt vom Startturm in das Zielfeld fällt) und zehn Punkten bei Beteiligung aller Elemente erreichen. Der Spieler zieht seinen Punktemarker um die entsprechenden Punkte auf der Zählleiste vor.
Das Spiel endet, wenn das letzte Zielfeld mit einer Kugel belegt wird. Gewinner ist der Spieler, der die meisten Punkte erreicht hat, dabei kann es auch mehrere gleichrangige Gewinner geben.

### Version 2
Die zweite Version entspricht der ersten mit der Ausnahme, dass hier neben den Rinnen auch die Bohrungen und Tunnel zum Bau der Kugelbahn genutzt werden können. Der Aufbau erfolgt entsprechend der „Startaufstellung 2“.
Die Bewegungsmöglichkeiten unterscheiden sich nur im Fall des Drehens der Würfel, wo die Bausteine auch komplett umgedreht werden dürfen. Das Anheben der Würfel ist erlaubt, um die Richtung der Tunnels zu erkennen. Auch hier bekommt der Spieler für jeden genutzten Bausteinen einen Punkt, wenn die Kugel auf der Rinne zum Zielfeld läuft. Zusätzlich bekommt er zwei Punkte pro Baustein, dessen Tunnel genutzt wird, wobei der Ebenenwechsel als Tunnel gewertet wird. In diesem Fall beträgt die geringste Punktezahl weiterhin einen Punkt, die maximal erreichbare Punktzahl sind 22 Punkte, wenn neben dem Startturm und sieben Rinnen auch sieben Tunnel genutzt werden.

## Entwicklung und Rezeption
Cuboro tricky ways wurde von Johannes Guischard entwickelt und basiert auf dem von Matthias Etter als pädagogisches Spielzeug entwickelten Kugelbahn-Bausteinsystem des Schweizer Unternehmens Cuboro und wurde auf den Internationalen Spieletagen in Essen im Oktober 2013 vorgestellt. Das Cuboro-Bausteinsystem wurde ursprünglich in den 1970er Jahren für Kinder mit motorischen Schwächen entwickelt, die die Elemente zu einer Kugelbahn zusammensetzen. In der ersten Version bestanden die Bausteine von tricky ways aus Buchenholz und der Rahmen aus Ahornholz. 2014 erschien mit tricky ways Fasal aus dem Holz-Polymer-Werkstoff „Fasal“ des gleichnamigen Unternehmens in Österreich.

## Belege
1. 1 2 3 4 5 6 7  Spielanleitung tricky ways (Memento des Originals vom 23. November 2017 im Internet Archive)  Info: Der Archivlink wurde automatisch eingesetzt und noch nicht geprüft. Bitte prüfe Original- und Archivlink gemäß Anleitung und entferne dann diesen Hinweis., cuboro 2013
2. 1 2  Wilfried Just: Cuboro tricky ways. Rezension auf ratgeberspiel.de, 9. März 2014; abgerufen am 12. September 2018.
3. ↑  tricky ways, Versionen bei BoardGameGeek. Abgerufen am 12. September 2018.
4. ↑  Tricky Ways Board Game auf der Website des Unternehmens Fasal; abgerufen am 12. September 2018.